# Pakistaans cricketelftal (mannen)
Het cricketelftal van Pakistan is het nationale cricketteam van Pakistan. In 1952 was het het zevende land dat de status van testnatie kreeg, vijf jaar na de onafhankelijkheid. Bijnamen zijn de Shaheens, Green Shirts en Men in Green.

## Historie
Pakistan speelde sinds de onafhankelijkheid in 1947 vrij snel cricket op het hoogste niveau. Op aanbeveling van India werd de teststatus in 1952 aan Pakistan toegekend, tijdens een ICC-conferentie. India had na de afscheiding van Pakistan de status van Brits-Indië behouden, en dus automatisch ook de teststatus. De eerste test match werd gespeeld in hetzelfde jaar in Delhi tegen India. India won de serie van vijf wedstrijden met 2-1. Onder Pakistan viel ook Oost-Pakistan, het tegenwoordige Bangladesh, totdat dit land zich afscheidde in 1971. Dit verklaart wel dat de eerste thuiswedstrijd van Pakistan in Dhaka (Bangladesh) werd gehouden. De overige wedstrijden in deze serie tegen India in januari 1955 werden gehouden in Bahawalpur, Lahore, Pesjawar en Karachi. Al deze wedstrijden eindigden in een gelijk spel, voor de eerste keer in de geschiedenis.
Pakistan is een groot cricketland met veel uitzonderlijk getalenteerde spelers, een probleem is echter de discipline, en de daarmee gepaard gaande wisselvalligheid. Hierdoor is het team in staat geweldige prestaties neer te zetten, maar de andere dag ver onder hun niveau te spelen. De grote rivaliteit met India zorgt er echter wel voor dat in deze wedstrijden de spanning altijd hoog is en het speelniveau tot ongekende hoogtes stijgt. Bij WK-wedstrijden tussen deze landen overal ter wereld lopen de emoties hoog op en heerst er een bijzondere sfeer in het stadion.

## Successen
Het grootste succes van het Pakistaanse cricketteam is ongetwijfeld de overwinning in de finale van het wereldkampioenschap 1992. Drie keer op rij werd in de halve finale van het WK verloren, de eerste twee keer van de West-Indies en de derde keer (1987) van Australië. In 2011 werd opnieuw de halve finale bereikt waarin India de sterkste bleek.
In 1992 was in de groepsfase Nieuw-Zeeland het beste land en verloor alleen van Pakistan. Pakistan verloor daarentegen 3 wedstrijden en 1 werd zonder resultaat beëindigd. Als vierde en laatste land drong het door tot de halve finales, waarin het opnieuw op Nieuw-Zeeland stuitte. In deze wedstrijd werd opnieuw gewonnen, waardoor in de finale Engeland de tegenstander werd. Engeland werd met 22 runs verslagen en Pakistan was voor het eerst wereldkampioen.
In de volgende WK-toernooien bereikte Pakistan nog de kwartfinale en opnieuw de finale in 1999. De finale werd bereikt door een eerste plaats in de Super 6 en Nieuw-Zeeland werd met 9 wickets verslagen in de halve finale. Australië was in de finale de sterkste en na een matige inning van Pakistan won Australië met 8 wickets.
In Azië wordt ook gespeeld om de Asia Cup. Pakistan won tot 2019 twee keer, in 2000 en 2012. Twee keer ging de finale verloren; zowel in 1986 als in 2014 was Sri Lanka sterker.
Het voormalige Asian Test Championship was na het 1912 Triangular Tournament het enige testtoernooi met meer dan twee deelnemende naties en Pakistan won de editie van 1998/1999 door Sri Lanka te verslaan op neutraal terrein in Dhaka.
Pakistan werd in 2009 wereldkampioen Twenty20.
Andere grote toernooien die het wist te winnen was in 2017 de laatste editie van de ICC Champions Trophy en alle drie edities van de Austral-Asia Cup, in 1986, 1990 en 1994.

## WK 2007
Op het wereldkampioenschap cricket 2007 werd Pakistan al in de eerste ronde uitgeschakeld door te verliezen van West-Indië en zeer verrassend van Ierland. De nederlaag tegen de Ieren kan worden beschouwd als de grootste verrassing op een WK cricket ooit. Een dag na die nederlaag werd de Pakistaanse coach Bob Woolmer bewusteloos in zijn hotel gevonden en overleed hij kort daarna in het ziekenhuis. Aanvankelijk werd verondersteld dat hij was gewurgd en gingen allerlei geruchten de ronde. Na uitgebreid onderzoek werd een paar maand later vastgesteld dat hij een natuurlijk dood was gestorven.

## Resultaten op internationale toernooien

### Wereldkampioenschap
| 1975 · Eerste ronde 1979 · Halve finale 1983 · Halve finale 1987 · Halve finale | 1992 · Winnaar 1996 · Kwartfinale 1999 · Tweede 2003 · Eerste ronde | 2007 · Eerste ronde 2011 · Halve finale 2015 · Kwartfinale 2019 · Eerste ronde |

### Wereldkampioenschap Twenty20
| 2007 · Tweede 2009 · Winnaar | 2010 · Halve finale 2012 · Halve finale | 2014 · Tweede ronde 2016 · Tweede ronde |

### Wereldkampioenschap testcricket
| 2021 · Onderweg |

### Overige belangrijke toernooien
| ICC Champions Trophy | ICC World Cup Qualifier (ICC Trophy)       | Asia Cup | Asian Test Championship        | Gemenebestspelen     | Austral-Asia Cup                                |
| --- | ------------------------------------------ | --- | ------------------------------ | -------------------- | ----------------------------------------------- |
| - 1998: Kwartfinale - 2000: Halve finale - 2002: Eerste ronde - 2004: Halve finale - 2006: Eerste ronde - 2009: Halve finale - 2013: Eerste ronde - 2017: Winnaar | - 1979-2018: Direct voor WK gekwalificeerd | - 1984: Derde - 1986: Tweede - 1988: Derde - 1990/1991: Boycot - 1995: Derde - 1997: Derde - 2000: Winnaar - 2004: Derde - 2008: Derde - 2010: Derde - 2012: Winnaar - 2014: Tweede - 2016: Derde - 2018: Derde - 2020: ? | - 1999: Winnaar - 2002: Tweede | - 1998: Eerste ronde | - 1986: Winnaar - 1990: Winnaar - 1994: Winnaar |